# AIIMS駅
AIIMS駅（ヒンディー語：एम्स）は、インドデリーにあるデリー・メトロイエローラインの駅である。入り口はオーロビンド・マーグ、東側には、全インド医科学研究所 (AIIMS = the All India Institute of Medical Sciences) があり、西側には、サフダージャング病院がある。
| スタブアイコン | サブスタブ | この項目は、まだ閲覧者の調べものの参照としては役立たない、鉄道に関連した書きかけの項目です。この項目を加筆・訂正などしてくださる協力者を求めています（P:鉄道/PJ:鉄道）。 |